# 張潔清
張 潔清（ちょう けっせい、1912年10月 - 2015年5月27日）は中華人民共和国の女性政治家、作家。河北省覇県出身。中共中央政法委員会元副秘書長。彭真の妻。

## 経歴
1912年10月、河北省覇県（現：覇州市）に生まれた。
1934年、北平女子師範大学（現：北京師範大学）卒業。在校期間、中国共産党青年組織新興劇社入社。
1936年、中国共産党入党。
1939年 - 1943年、中共中央北方分局書記彭真の秘書、北方分局党支部書記、分局党総支組織委員。
1943年、延安に行く。
1956年 - 1966年、彭真弁公室副主任、北京市婦聯副主任、第三期全国人大代表。
1966年 - 1973年、文化大革命のときは紅衛兵の打倒対象とされ、迫害を受けた。
1978年春、陝西省商洛地区副專員に就任。
1979年、彭真の政治秘書。
1980年、中共中央政法委員会副秘書長。
2015年5月27日、102歳で北京市にて死去。